# 122 mm M1931 (A-19)
De 122 mm M1931 (A-19) (Russisch:122-мм корпусная пушка обр. 1931 г. (А-19)) was een Russisch veldkanon ontworpen eind jaren twintig en begin jaren 30. Het kanon werd grotendeels vervangen door de 122 mm M1931/37 (A-19) voor het uitbreken van de Tweede Wereldoorlog.

## Beschrijving
In de jaren 20 was de Sovjet-Unie op zoek gegaan naar een nieuw stuk artillerie die degene van de Eerste Wereldoorlog kon vervangen. De GRAOe gaf daar in januari 1927 de opdracht om een 122mm-kanon te ontwikkelen. Het was in eerste instantie de bedoeling dat Frants Lender de opdracht zou uitvoeren samen met GRAOe-ontwerpers, maar Lender stierf in September dat jaar. In juni 1929 werd de opdracht toevertrouwd aan de All-Union Ordance (met hulp van GRAOe-ontwerpers).
Tussen 17 juni 1929 en mei 1932 werd er een prototype gebouwd met twee verschillende lopen die uitgebreid getest werd. Die mei werd het kanon naar Fabriek Nr 38 gestuurd voor enkele verbeteringen. Het kanon werd uiteindelijk ook naar No 38 vernoemd (A-19). Tussen 1933 en 1935 werden er nog drie prototypes gebouwd bij de Barrikady-fabriek te Stalingrad. In november 1935 werd het kanon wederom getest en op 13 maart 1936 werd het kanon door de RKKA in gebruik genomen onder de naam 122 mm corps gun M1931 (A-19)
Het kanon had een "Split trial" ophanging, in tegenstelling tot de meeste Eerste Wereldoorlog-kanonnen. Hierdoor had het kanon een grote traverse (zijdelingse richthoek). Ook had de affuit bladveren en tien-spaakige wielen met rubberen banden. Ook had het kanon een schild voor bescherming van de bemanning tegen vuur van handvuurwapens en granaatscherven. Het penetratievermogen van het kanon (met een APHE projectiel: BR-471) was op een afstand van één kilometer onder een hoek van 60 graden 105 millimeter.

## Varianten

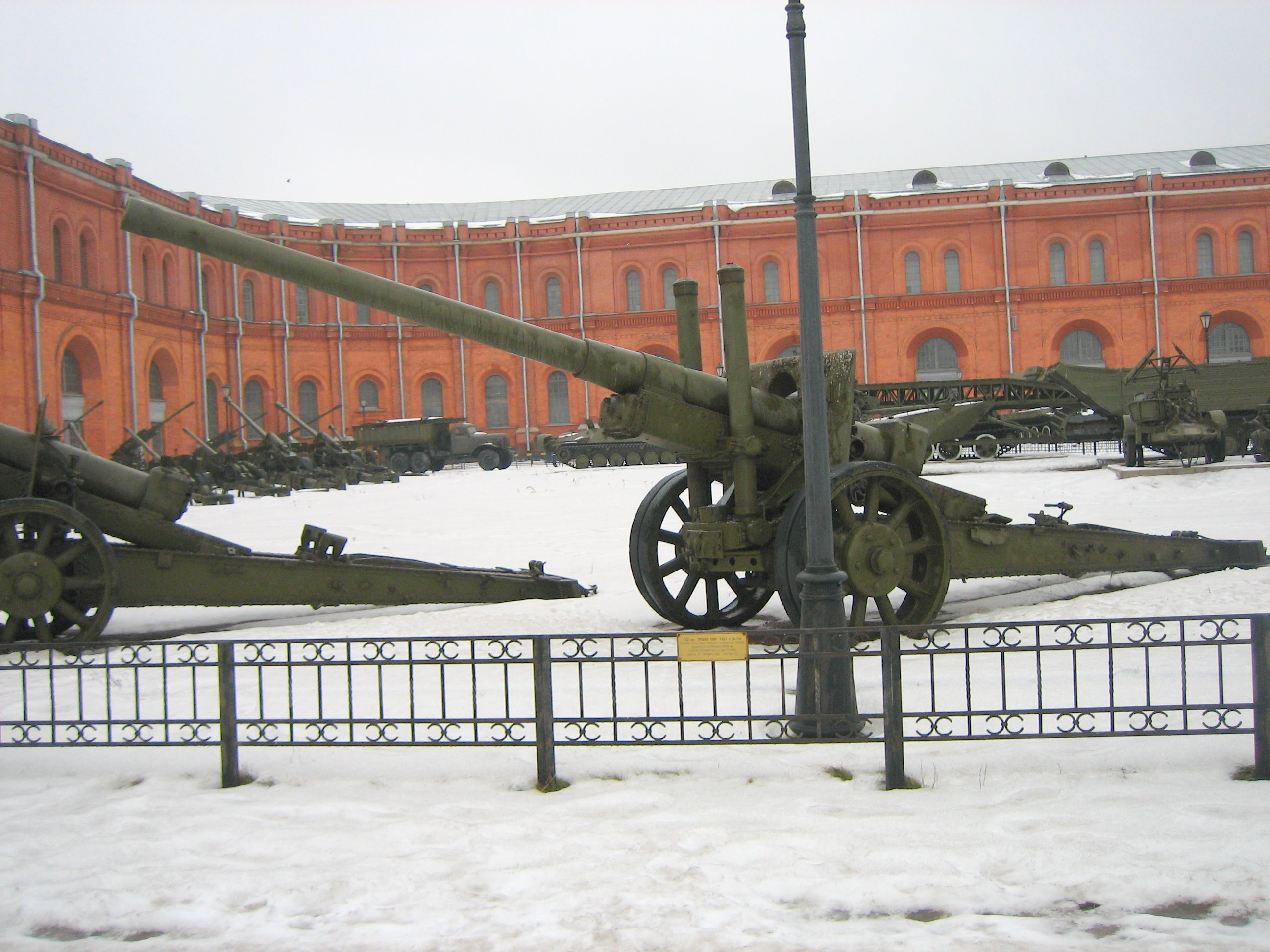
De А-19 in het Sint Petersburg Artillerie Museum

Er zijn enige modificaties op het kanon gemaakt, met name op de affuit en de loop. Er zijn prototypes gemaakt met grote, tractorachtige wielen en met rupsbanden die na de testen in 1937 niet goed genoeg waren gebleken. In de periode 1933-36 was het kanon een van de basissen van een project met voorgetrokken projectielen. Het project is beëindigd om verschillende redenen, onder andere het ingewikkelde laden en accuraatheid. 
Enkele varianten zijn wel geproduceerd:
- 152 H 37-31 - Finse variant met de loop van de 152 mm M1937 (ML-20);
- 152 H 88-31 - Finse variant met een 152 mm L/32 lopen, gebouwd door Vammas;
- 122 mm M1931/37 (A-19) - het originele kanon met de affuit van de ML-20.

De affuit is later (met enige modificatie) gebruikt voor het 152 mm M1910/34 kanon.